# Malna
Malna je naselje v občini Sveti Jurij v Slovenskih goricah.
Malna leži na prisojnem pobočju med dolinama Globovnice in Gasterajskega potoka. V dolini so travniki in njive, na pobočjih se razprostirajo sadovnjaki in vinogradi. Za ta predel so še posebej značilni vodnjaki s talno vodo. V preteklosti se je po pobočjih Malne raztezalo veliko vinogradov. Na Malni je bil rojen prvi Slovenski minister za kmetijstvo v Vladi S.H.S. in predvsem zaveden Slovenec Ivan Roškar .